# Dear...my love (D-SHADEの曲)
『Dear... my love』（ディアマイラブ）は、日本のヴィジュアル系ロックバンド、D-SHADEの7枚目のシングル。
2ndアルバム「Dear」に収録されていた音源のリメイク。

## 解説
- テレビ朝日系 サタデードラマ『笑ゥせぇるすまん』オープニングテーマ
- オリコン最高位25位

## 収録曲
1. Dear...my love (5:45)
作詞:KEN、作曲:KEN、編曲:D-SHADE
2. In the AIR (3:53)
作詞:D-SHADE、作曲:KEN、編曲:D-SHADE